# Palánka község (Románia)
Palánka község (románul: Comuna Palanca) község Bákó megyében, Romániában. Központja Palánka, beosztott falvai Gyepece, Magyarcsügés, Oláhcsügés, Popoiu.

## Népessége
A 2011-es népszámlálás adatai alapján a község népessége 3319 fő volt.